# Дідківський Вадим Юрійович
Вадим Юрійович Дідківський (16.10.1995—2.05.2022) — солдат Збройних сил України, учасник російсько-української війни, який загинув під час російського вторгнення в Україну.

## Житєпис
Народився 16 жовтня 1995 року в с. Гончариха, Звенигородський район, Черкаська область. З дитячих років проживав у с. Петраківка, де навчався у школі. Здобувши середню освіту, вступив до Черкаського державного технологічного університету, де отримав спеціальність програміста. Згодом працював оператором–програмістом у м. Черкаси. 
З перших днів російського вторгнення в Україну у 2022 році став на захист Батьківщини. Був одним із командирів відділення окремого загону спеціального призначення «Азов», тримав оборону на Київщині, а згодом на Донеччині. Загинув 2 травня 2022 року в бою за Маріуполь, отримавши поранення несумісні з життям. Похований у рідному селі. Залишились мама, сестра, дідусь та бабуся.

## Нагороди
- орден «За мужність» III ступеня (2022) (посмертно) — за особисту мужність і самовіддані дії, виявлені у захисті державного суверенітету та територіальної цілісності України, вірність військовій присязі.[2]